# Mahir Şükürov
Mahir Ağateyub oğlu Şükürov (Baku, 12 dicembre 1982) è un ex calciatore azero, di ruolo difensore.

## Carriera
Esordisce in Nazionale a 15 anni nella partita contro l'Estonia del 28 novembre 1998, risultando il più giovane esordiente della Nazionale.

## Palmarès

### Competizioni nazionali
- Campionato azero: 2

Xəzər-Lənkəran: 2007-2008
Neftçi Baku: 2012-2013
- Coppa d'Azerbaigian: 2

Neftçi Baku: 2012-2013, 2013-2014